# Сассано
Сассано (італ. Sassano) — муніципалітет в Італії, у регіоні Кампанія,  провінція Салерно.
Сассано розташоване на відстані близько 320 км на південний схід від Рима, 125 км на південний схід від Неаполя, 80 км на південний схід від Салерно.
Населення — 5021 особа (2014).
Покровитель — святий Іван Хреститель.

## Демографія
Населення за роками:

Станом на 1 січня 2023 року в муніципалітеті офіційно проживало 406 іноземців з 24 країн, серед них 118 громадян країн Євросоюзу та 28 громадян України.

## Уродженці
- Джузеппе Брусколотті (*1951) — італійський футболіст, захисник, згодом — спортивний функціонер.

## Сусідні муніципалітети
- Буонабітаколо
- Монте-Сан-Джакомо
- Падула
- Сала-Консіліна
- Санца
- Теджано